# Canadair North Star

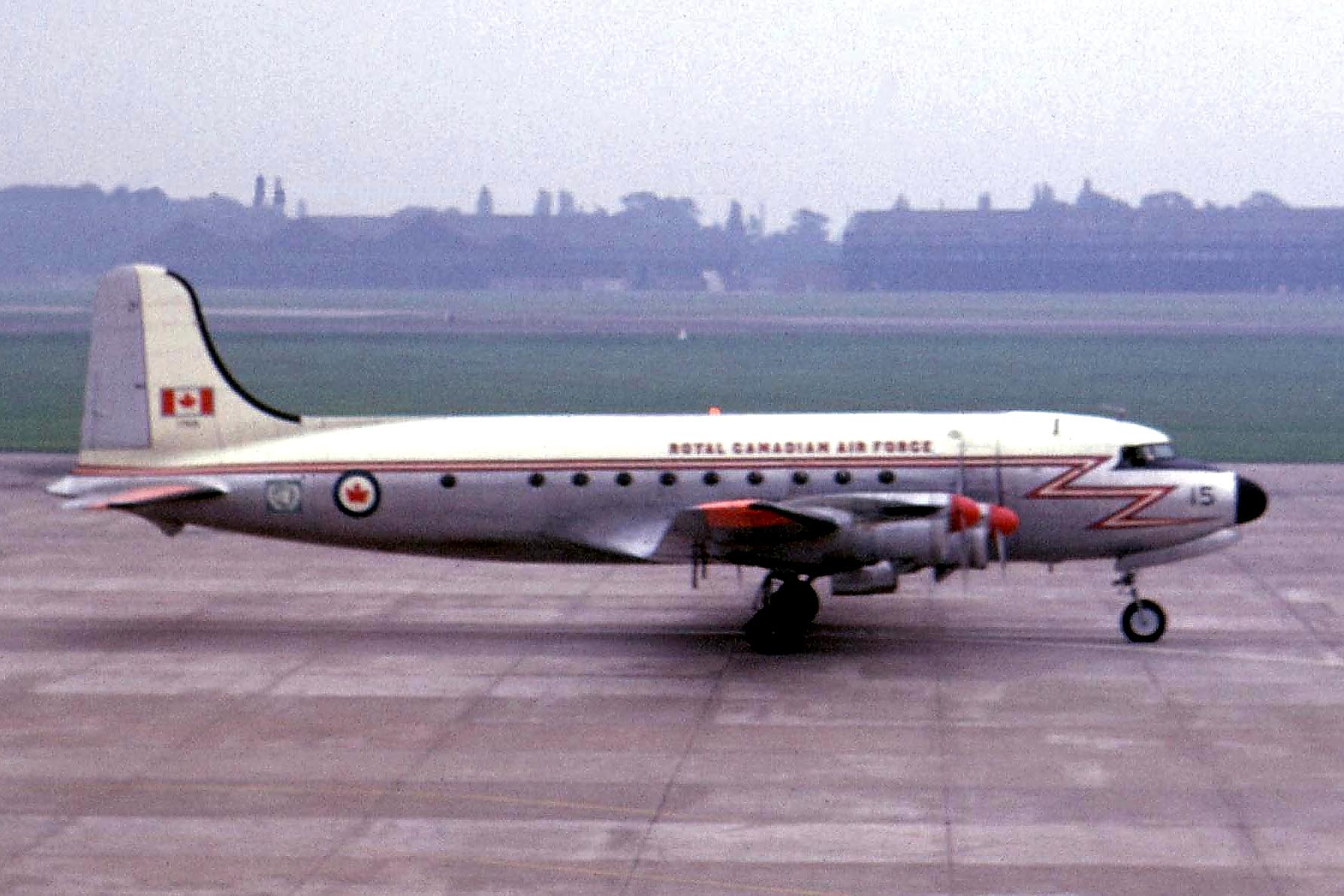
Canadair C-2 North Star

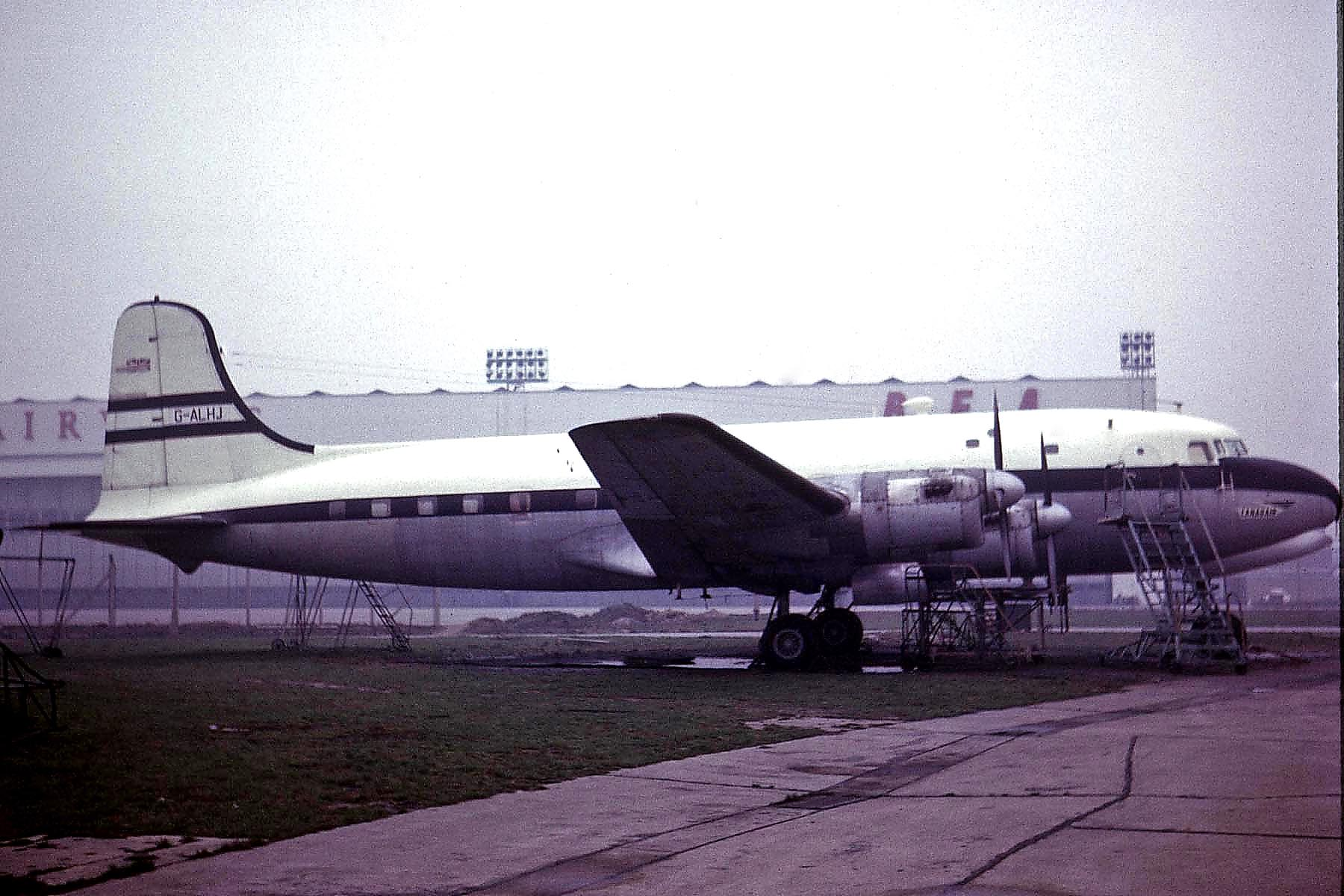
Canadair C.4 Argonaut

Die Canadair North Star war ein Transport- und Verkehrsflugzeug des kanadischen Herstellers Canadair mit vier Kolbenmotoren. Es handelte sich um eine eigenständige Weiterentwicklung der Douglas DC-4/C-54. Die durch die Fluggesellschaft BOAC erworbenen Maschinen erhielten die Bezeichnung C-4 Argonaut.

## Geschichte
Am 11. November 1944 übernahm Canadair Aircraft Ltd. den Flugzeugbau der Canadian Vickers Ltd. Neben den in Produktion befindlichen Consolidated-PBY-Canso-Patrouillenflugbooten existierte bereits ein Vertrag über die Entwicklung einer verbesserten Douglas DC-4.
Die neue Canadair North Star wurde 1946 vorgestellt. Die von der Royal Canadian Air Force (RCAF) bestellte Version C-54GM war bis auf die Motoren weitgehend identisch mit der Douglas C-54G Skymaster.
Bei der stärker modifizierten DC-4M stammten der Bug, das Fahrwerk und der verkürzte Rumpf von der Douglas DC-6, Heck, Leitwerk und Teile der Tragflächen von der DC-4. Von der C-54 übernahmen die Konstrukteure Teile des Rumpfs und der Tragflächen sowie das Cockpit. Statt der von Douglas verwendeten Sternmotoren erhielten die Flugzeuge den stärkeren, aber sehr lauten Rolls-Royce Merlin-V12-Motor, der eine deutlich höhere Geschwindigkeit ermöglichte. Bei reiner Economy-Class-Bestuhlung fanden bis zu 62 Passagiere Platz. Im späteren Einsatz auf Charterflügen wurden maximal 80 Passagiere untergebracht.
Der Prototyp der North Star führte seinen Erstflug am 15. Juli 1946 durch. Canadair baute insgesamt 71 Maschinen unter den Bezeichnungen C-54GM, DC-4M, C-4 und C-5. Mit Ausnahme der C-5 erhielten alle Maschinen den Merlin-Motor; 47 Flugzeuge wurden mit einer Druckkabine ausgestattet. Das Flugzeug kam von den 1940er bis in die 1970er Jahre bei mehreren Fluggesellschaften zum Einsatz, ebenso bei der Royal Canadian Air Force. Einige Maschinen wurden zu Frachtern umgebaut und bis 1975 genutzt.

## Versionen
Die Canadair North Star/C-54GM wurde in mehreren Varianten produziert sowie in andere umgebaut:
- DC-4M-X North Star: Prototyp, kam später in den Besitz der Royal Canadian Air Force (RCAF)
- C-54GM North Star Mk 1: sehr ähnlich der Douglas C-54G; Militärtransporter der RCAF mit vier Rolls-Royce Merlin 620-Motoren, ohne Druckkabine, 23 Exemplare gebaut
  - DC-4M-1 North Star Mk M1 : sechs von 1947 bis 1949 leihweise von Trans-Canada Airlines genutzte Flugzeuge der RCAF
    - North Star Mk M1 ST : zu Passagierflugzeugen umgebaute North Star Mk M1
- DC-4M-2 North Star: Passagierflugzeuge der Trans-Canada Airlines mit Druckkabine. 20 Exemplare gebaut.
  - DC-4M-2/3 North Star : mit Rolls-Royce Merlin 622-Motoren und Dreiblatt-Propellern; auch North Star M2-3.
  - DC-4M-2/4 North Star : mit Rolls-Royce Merlin 624-Motoren und Vierblatt-Propellern; auch North Star M2-4.
  - North Star Mk 1 ST : zu Passagierflugzeugen umgebaute North Star Mk 1
- C-4 Argonaut: 22 von der BOAC beschaffte Maschinen mit Rolls-Royce Merlin 626-Motoren
- C-4-1 North Star: vier Exemplare der Canadian Pacific Air Lines
  - North Star C-4-1C : zu Frachtflugzeugen umgebaute North Star C-4-1
- C-5 North Star: einzelner VIP-Transporter der RCAF mit vier Pratt & Whitney R-2800-Sternmotoren

## Nutzung
Neu gebaute Maschinen der Zivilversion wurden von den Fluggesellschaften Trans-Canada Air Lines, Canadian Pacific Air Lines und BOAC beschafft. Die ohne Druckkabine gelieferten Maschinen der kanadischen Luftwaffe erfüllten unterschiedlichste Transportaufgaben.
Nach Ausmusterung bei den Erstbetreibern gingen fünf Flugzeuge an die dänische Flying Enterprise, sieben an Air Links, etliche an British Midland Airways, vier an Aden Airways, fünf an East African Airways und weitere u. a. an die venezolanische Linea Expressa Bolivar (LEBCA).
Die mit dem leiseren Pratt & Whitney Double Wasp R-2800-Motor ausgestattete C-5 war als VIP-Transporter eingerichtet und beförderte unter anderem den kanadischen Premierminister und Königin Elisabeth II. Nach siebzehn Jahren wurde sie außer Dienst gestellt und verkauft.

### Zivile Nutzer
| Aden - Aden Airways (4) Burundi - König von Burundi (1) Kanada - Canadian Pacific Air Lines (4) - International Air Freighters (3) - Trans-Canada Air Lines (26) - World Wide Airways (2) Dänemark - Flying Enterprise (5) Italien - (Hank Wharton) (1) | Kenia - East African Airways (5) Mexiko - Lineas Aereas Unidas Mexicanas (LAUMSA) (5) Großbritannien - Air Links (7) - BOAC (22) - Derby Airways / British Midland - Overseas Aviation Vereinigte Staaten - Cavalier Aircraft - Trans Florida Aviation Venezuela - Linea Expressa Bolivar (LEBCA) (3) |

### Militärische Nutzer
Kanada
- Royal Canadian Air Force (24)

 El Salvador
- Fuerza Aerea Salvadorena (1)

 Rhodesien
- Royal Rhodesian Air Force (4)

## Zwischenfälle
Bei den 71 gebauten North Star kam es zu 22 Totalverlusten (8 davon bei der Royal Canadian Air Force), davon 17 bei Flugunfällen. Beispiele:
- Am 12. August 1948 kollidierte eine DC-4M1 North Star der Trans-Canada Air Lines (Luftfahrzeugkennzeichen CF-TEL) bei der Landung in Sydney (Nova Scotia) mit einem unbeleuchteten Erdhaufen am Landebahnanfang. Das Fahrwerk riss Tanks auf, es entstand ein Feuer. Alle 17 Insassen überlebten; am Flugzeug entstand Totalschaden.[4]

- Am 21. September 1955 stürzte am Flughafen Tripolis nach drei fehlgeschlagenen Anflugversuchen eine Argonaut der British Overseas Airways Corporation (BOAC) (G-ALHL) ab, als die Maschine beim vierten Versuch 360 m vor der Landebahn Bäume streifte und abstürzte (Controlled flight into terrain). Von den 47 Personen an Bord wurden 15 getötet.[5]

- Am 24. Juni 1956 stürzte nahe dem Flughafen Kano eine C-4 Argonaut der BOAC (G-ALHE) kurz nach dem Start ab, als sie nach Einflug in eine Gewitterzelle hinter der Landebahn Bäume streifte. Von den 45 Personen an Bord wurden 32 getötet.[6]

- Am 4. Juni 1967 stürzte eine Canadair C-4 Argonaut der British Midland Airways (G-ALHG) auf einem Charterflug von Palma (Mallorca) beim Landeanflug ins Zentrum des Ortes Stockport, einem Vorort von Manchester. Das Flugzeug zerbrach und die Treibstofftanks explodierten. Die örtliche Feuerwehr und Rettungsdienste waren hoffnungslos überfordert, sodass viele verletzte Personen in den Flammen umkamen. Von den 84 an Bord befindlichen Personen starben 72.[7]

## Technische Daten (DC-4-M2 North Star)
| Kenngröße             | Daten                                                     |
| --------------------- | --------------------------------------------------------- |
| Besatzung             | 7                                                         |
| Passagiere            | 44                                                        |
| Länge                 | 28,89 m                                                   |
| Spannweite            | 35,81 m                                                   |
| Höhe                  | 8,38 m                                                    |
| Flügelfläche          | 135,8 m²                                                  |
| Leergewicht           | 19.731 kg                                                 |
| Startgewicht          | 33.112 kg                                                 |
| Reisegeschwindigkeit  | 523 km/h                                                  |
| Höchstgeschwindigkeit | 568 km/h                                                  |
| Dienstgipfelhöhe      | 10.970 m                                                  |
| Reichweite            | 6.212 km                                                  |
| Triebwerke            | vier Rolls-Royce Merlin 622-Kolbenmotoren mit je 1.313 kW |